# Casa das Rosas

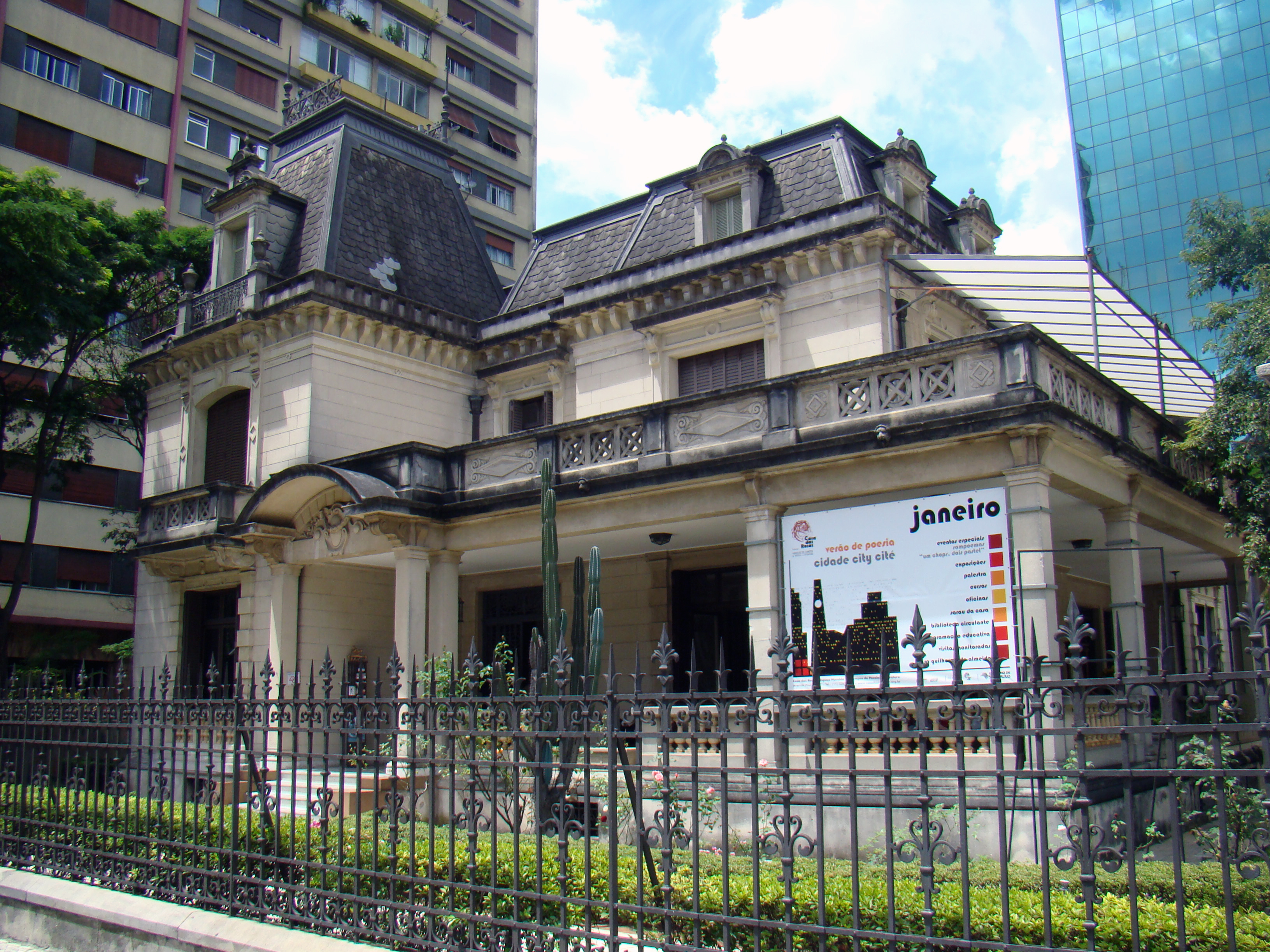
Casa das Rosas

Casa das Rosas – Espaço Haroldo de Campos de Poésia e Literatura (deutsch Rosenhaus) ist ein Museum und kulturelles Zentrum im Stadtteil Paraíso von São Paulo, Brasilien, an der Avenida Paulista Nr. 37.

## Geschichte
1930 von Francisco de Paula Ramos de Azevedo im eklektizistischen mit klassischem französisch beeinflussten Stil entworfen und fertiggestellt 1935, war die Villa bis 1985 das Stadthaus der Familie Ramos de Azevedo.
Am 22. Oktober 1985 wurde die Casa das Rosas von dem Condephaat in die Denkmalliste Livro do Tombo Histórico aufgenommen. Nach einer Renovierung wurde das Casa das Rosas am 19. September 1995 wiedereröffnet.
Im Jahr 2004 änderte Casa das Rosas seinen Namen in Espaço Haroldo de Campos Poesia e Literatura (deutsch: Poesie- und Literaturhaus Haroldo de Campos). Das Casa das Rosas hat einen gesetzlichen Auftrag:
- Die Förderung und Verbreitung von Poesie und Literatur im Allgemeinen,
- Die Konservierung der Sammlung Haroldo de Campos (von seiner Familie gespendet),
- Die Erhaltung des denkmalgeschützten Gebäudes.[1]

Unter der Leitung des Kulturministers des Bundesstaates São Paulo nehmen rund 80.000 Besucher pro Jahr an Kursen, Workshops, Ausstellungen und Präsentationen verschiedener Art im Casa das Rosas teil.